# Komnen Andrić
Komnen Andrić (in serbo Комнен Андрић?; Novi Pazar, 1º luglio 1995) è un calciatore serbo, attaccante della T'orp'edo Kutaisi in prestito dal Rijeka.

## Carriera

### Club
Il 1º luglio 2016 viene acquistato a titolo definitivo dalla squadra portoghese del Belenenses.
Il 19 gennaio 2019 viene acquistato a titolo definitivo per un milione di euro dalla squadra croata della Dinamo Zagabria.
Il 15 luglio 2022 viene acquistato dal Clermont Foot.
Il 7 agosto 2024 firma un contratto biennale con il Rijeka.
Il 2 febbraio 2025 viene ceduto in prestito alla Lokomotiva Zagabria.

## Palmarès

### Club

#### Competizioni nazionali
- Campionato croato: 2

Dinamo Zagabria: 2018-2019, 2021-2022